# F&
《F&》(에프앤)은 대한민국에서 발행되는 월간 축구 잡지로 '풋볼 매거북'이라는 제창하에 2012년 7월 16일 창간되었다. F&의 어원은 F는 '축구(Football)'의 약자이며, &은 '그리고'를 의미한다. 축구를 코어(core)로 삼고, 축구 이외의 세상과 적극적으로 소통하고자하는 의미를 담고 있다.
2012년 7월 창간호의 표지는 퀸즈 파크 레인저스와의 조인식 당일 '로프터스 로드 스타디움'에서 촬영된 박지성을 모델로 하였다.

## 연혁
2012년 7월 16일 대한민국에서 창간되었다.
2014년 10월 11월호이자 통권 27호 발간 후 휴간 중이다.